# Рікардо Джусті
Рікардо Джусті (ісп. Ricardo Giusti, нар. 11 грудня 1956, Альбарельйос) — колишній аргентинський футболіст, що грав на позиції опорного півзахисника.
Протягом усіє кар'єри виступав на батьківщині за клуби «Ньюеллс Олд Бойз», «Аргентинос Хуніорс», «Індепендьєнте» (Авельянеда) та «Уніон», а також національну збірну Аргентини.
Найбільш вдалим періодом у кар'єрі був період виступів за «Індепендьєнте», з яким за одинадцять років Рікардо став дворазовим чемпіоном Аргентини, володарем Кубка Лібертадорес та Міжконтинентального кубка. У складі збірної — чемпіон світу.

## Клубна кар'єра
Народився в родини вихідців з Італії в селищі Альбарельйос поблизу міста Аройо-Секо провінції Санта-Фе. Почав ігрову кар'єру в Росаріо, найближчому з великих центрів аргентинського футболу, в клубі «Ньюеллс Олд Бойз». З 1975 по 1978 провів за команду 108 (за іншими даними — 109) матчів, в яких відзначився десятьма забитими голами.
Впевнені дії молодого півзахисника оборонного плану зацікавили столичні клуби. Достатньо несподівано суперечку виграв «Аргентинос Хуніорс», який славився, в першу чергу, своїми вихованцями. Саме тоді Джусті вперше став партнером висхідної зірки світового футболу Дієго Марадони. Один сезон у складі «червоних жуків» підтвердив високий рівень гри Рікардо і став трампліном для переходу до складу гранда.
Своєю грою Джусті привернув увагу представників тренерського штабу клубу «Індепендьєнте» (Авельянеда), до складу якого приєднався 1979 року. Відіграв за команду з Авельянеди наступні одинадцять сезонів своєї ігрової кар'єри. Більшість часу, проведеного у складі «Індепендьєнте», був основним гравцем команди. За цей час він двічі ставав чемпіоном Аргентини, а також завойовував 1984 року Кубок Лібертадорес, Міжамериканський кубок, Міжконтинентальний кубок. 1987 року увійшов в десятку найкращих гравців Південної Америки.
Завершив професійну ігрову кар'єру у клубі «Уніон», за команду якого виступав протягом сезону 1991/92 років.

## Виступи за збірну
1983 року дебютував в офіційних матчах у складі національної збірної Аргентини. Того ж року зіграв на своєму першому великому турнірі — Кубку Америки 1983 року, де аргентинці несподівано не змогли вийти з групи. Згодом він ще двічі взяв участь у континентальному турнірі в 1987 і 1989 роках, але вище третього місця 1989 року піднятися не зумів.
Куди успішніше для Джусті склалися чемпіонати світу. На чемпіонаті світу 1986 року у Мексиці Рікардо був основним опрником в «альбіселесте». Багато в чому саме його впевнені дії розв'язали руки для Марадони, який став найкращим гравцем турніру, а аргентині виграли чемпіонський титул. На чемпіонаті світу 1990 року в Італії Джусті провів лише 4 матчі — він пропустив перші 2 гри групового турніру, а потім, після важкого півфіналу з Італією, де Рікардо отримав червону картку за удар ліктем Роберто Баджо, не зіграв у фіналі. У підсумку той матч Аргентина програла ФРН та зайняла лише друге місце. Це був останній великий турнір для Рікардо в складі національної збірної, після якого півзахисник завершив виступи за збірну.
Протягом кар'єри у національній команді, яка тривала 8 років, провів у формі головної команди країни 53 матчі.

## Титули і досягнення
- Чемпіон Аргентини (2):

«Індепендьєнте» (Авельянеда): Метрополітано 1983, 1988-89
- Володар Кубка Лібертадорес (1):

«Індепендьєнте» (Авельянеда): 1984
- Володар Міжконтинентального кубка (1):

«Індепендьєнте» (Авельянеда): 1984
- Володар Міжамериканського кубка (1):

«Індепендьєнте» (Авельянеда): 1984
- Чемпіон світу (1):

Аргентина: 1986
- Віце-чемпіон світу (1):

Аргентина: 1990
- Бронзовий призер Кубка Америки (1):

Аргентина: 1989